# Richard z Acerra
Richard z Acerra italsky Riccardo di Acerra, († 5. prosince 1196) byl hrabě z Acerra, syn Rogera z Acerra a bratr sicilské královny Sibyly.
Podporoval svého švagra Tankreda během snahy o získání sicilské koruny, bojoval se straníky štaufské kandidatury na sicilský trůn. Roku 1190 se mu v bitvě podařilo zajmout Rogera z Andrie, bývalého pretendenta sicilského trůnu a jako přeběhlíka na stranu Jindřicha VI. jej nechal popravit. Po Tankredově smrti v únoru 1194 nebyla královna Sibyla jako regentka nezletilého syna Viléma schopná ubránit království. Sicílie se již na podzim zmocnil Jindřich VI. a na Vánoce 1194 byl v Palermu slavnostně korunován. Pár dní poté nechal pro podezření ze spiknutí zajmout Sibylu i s dětmi a společně s významnými muži země nechal odvézt do Německa.
Richard se pokusil uprchnout, ale byl zrazen a vydán do rukou císařova muže Děpolta z Vohburgu, který jej nechal uvěznit. Roku 1196 se dočkal rozsudku od samotného císaře. Údajně byl nejdříve tažen koňmi ulicemi Capuy a poté byl živý pověšen hlavou dolů. Po dvou dnech agónie byl údajně stále naživu. Kronikář Ansbert zase tvrdí, že jej císař nechal nejdříve pověsit, pak stít a jeho hlavu vztyčit na bráně. Jeho hrabství získal Děpolt z Vohburgu.